# Stictomischus groschkei
Stictomischus groschkei är en stekelart som beskrevs av Vittorio Luigi Delucchi 1953. Stictomischus groschkei ingår i släktet Stictomischus och familjen puppglanssteklar.
Artens utbredningsområde är:
- Frankrike.
- Tyskland.
- Nederländerna.
- Sverige.

Arten är reproducerande i Sverige. Inga underarter finns listade i Catalogue of Life.